# Nico Orengo
Nicola Orengo, detto Nico (Torino, 24 febbraio 1944 – Torino, 30 maggio 2009), è stato uno scrittore, giornalista e poeta italiano.
È stato anche autore di filastrocche per bambini.

## Biografia
Visse e lavorò a Torino dove fu tra l'altro responsabile per quasi un ventennio di Tuttolibri, l'inserto settimanale de La Stampa dedicato alle novità letterarie. Di famiglia, però, è originario della Liguria: gli Orengo sono patrizi genovesi provenienti da Orange e Nico Orengo aveva il titolo di marchese, benché mai ostentato, anche se riportato sulla lapide della tomba, nel cimitero di La Mortola.
Dal 1964 al 1977 aveva lavorato presso le edizioni Einaudi, per cui ha pubblicato quasi tutti i suoi scritti. Nel 1976 gli è conferito il Premio Nazionale Letterario Pisa per la narrativa. Altri riconoscimenti sono: il Premio Bergamo 1986, il Premio Dessì 1994 per la narrativa, il Premio Selezione Campiello 2002 e 2005, il Premio Brancati 2005.
Spesso i suoi romanzi sono ambientati in Liguria nella riviera di Ponente, regione in cui trascorreva spesso alcuni mesi dell'anno (ad esempio La curva del latte e La guerra del basilico) o nella zona piemontese delle Langhe (Di viole e liquirizia). Ne Gli spiccioli di Montale aveva avuto modo di attaccare la speculazione edilizia che aveva deturpato quelle zone, trovandosi poi ad affrontare (e vincere) un procedimento giudiziario. 
Nel 2006 pubblica Hotel Angleterre, un'appassionante indagine narrativa in cui dimostra ancora una volta tutta la sua notevole sensibilità stilistica e letteraria. 
Il suo ultimo romanzo è Islabonita, pubblicato nel 2009.
Ricoverato per problemi cardiaci, è morto all'ospedale torinese le Molinette.

## Opere
- Motivi per canzoni popolari, Farigliano, Nicola Milano, 1964.
- Per preparare nuovi idilli, Milano, Feltrinelli, 1969.
- A-ulí-ulé. Filastrocche, conte, ninnenanne, Torino, Einaudi, 1972.
- E accaddero come figure, Padova, Marsilio, 1972.
- Una poesia di Giulio Paolini, Novara, Ant. ed., 1972.
- Nocheno, Torino, Einaudi, 1974.
- Andare per mare. Storia del capitan Rebissu e della sua barca Gianchettu, Milano, Emme, 1975.
- Ping pong, Milano, Emme, 1976.
- Raccontondo, Milano, Emme, 1976.
- Miramare, Venezia, Marsilio, 1976.
- Collier per Margherita e., Roma, Cooperativa scrittori, 1977.
- La scarpa in fondo al prato. Filastrocche, Milano, Emme, 1978.
- Tiro di qui tiro di qua ma i cavalli restan là, Teramo, Lisciani & Zampetti, 1978.
- La misura del ritratto, Milano, Bompiani, 1979.
- Canzonette, Torino, Einaudi, 1981.
- Sulla strada del mercato, Milano, Emme, 1982.
- Una farfalla per Alice, Trieste, EL, 1984. ISBN 88-7068-031-2.
- Cartoline di mare, Torino, Einaudi, 1984. ISBN 88-06-05710-3.
- Figura gigante, Milano, Serra e Riva, 1984; Torino, Einaudi, 1992. ISBN 88-06-12796-9.
- L'isola della Grande Arpa, con Franco Mello, Milano, Emme, 1985. ISBN 88-294-0034-3.
- L'olmo e il flauto, con Franco Mello, Milano, Emme, 1985. ISBN 88-294-0035-1.
- Il corvo e il clavicembalo, con Franco Mello, Milano, Emme, 1985. ISBN 88-294-0036-X.
- Il violino e la conchiglia, con Franco Mello, Milano, Emme, 1985. ISBN 88-294-0082-3.
- Delfino ballerino, Milano, A. Mondadori, 1986.
- Dogana d'amore, Milano, Rizzoli, 1986. ISBN 88-17-66480-4.
- Trotablu, Torino, Genesi, 1987.
- Ribes, Torino, Einaudi, 1988. ISBN 88-06-11409-3. (Premio Società dei Lettori, Lucca-Roma)
- I bevitori di lune, Mondovì, Boetti, 1989.
- La cabala del lotto. 10 litografie di Emanuele Luzzati e filastrocche di Nico Orengo, Torino, Stella, 1990.
- Le rose di Evita, Torino, Einaudi, 1990. ISBN 88-06-11887-0.
- Beniamino e la stella, Milano, Vallardi, 1991. ISBN 88-11-97340-6.
- L'inchiostro delle voci, Torino, La Stampa, 1992.
- Gli spiccioli di Montale. Requiem per un uliveto, Roma, Theoria, 1992. ISBN 88-241-0300-6.
- La guerra del basilico, Torino, Einaudi, 1994. ISBN 88-06-13453-1.
- 25 poesie autografe, Torino, La città del sole, 1994.
- L'autunno della signora Waal, Torino, Einaudi, 1995. ISBN 88-06-13395-0.
- Narcisi d'amore (poesie 1974-1994), Parma, Guanda, 1995. ISBN 88-7746-809-2.
- La Nina nel campo, Torino, Il Capitello, 1996. ISBN 88-426-1098-4.
- Scelta e presentazione di Jacques Prévert, Poesie d'amore, Parma, Guanda, 1996. ISBN 88-7746-890-4.
- Il salto dell'acciuga, Torino, Einaudi, 1997. ISBN 88-06-14606-8.
- Battibecco, Milano-L'Aquila, Lupetti-Fabiani, 1998. ISBN 88-87058-39-3.
- Traduzione di Tim Burton, Morte malinconica del bambino ostrica e altre storie (The Melancholy Death of Oyster Boy & Other Stories), Torino, Einaudi, 1998. ISBN 88-06-15034-0.
- Curatela di Antonio Ricci, Striscia la tivù, con VHS, Torino, Einaudi, 1998. ISBN 88-06-15042-1.
- L'ospite celeste, Torino, Einaudi, 1999. ISBN 88-06-15251-3.
- Spiaggia, sdraio e solleone, Torino, Einaudi, 2000. ISBN 88-06-15539-3.
- l’Orata, la Triglia, l’Acciuga, 3 filastrocche di Nico Orengo, acquerelli di Ugo Giletta. Stampato in 43 copie, edizione 3772. Giugno 2000. Edizioni Pulcinoelefante, Osnago, (Milano).
- Traduzione di Oscar Wilde, Il principe felice (Happy Prince), Rivarolo Canavese, Schialvino-Edizioni di Smens, 2000.
- L'allodola e il cinghiale, Torino, Einaudi, 2001. ISBN 88-06-16104-0.
- Il giocattolaio di Anversa, con Panamarenko, Torino, Hopefulmonster, 2001. ISBN 88-7757-139-X.
- Terre blu. Sguardi sulla riviera di ponente, Genova, Il Melangolo, 2001. ISBN 88-7018-421-8.
- Fonstulì, Rivarolo Canavese, Schialvino, 2002.
- La curva del Latte, Torino, Einaudi, 2002. ISBN 88-06-16180-6.
- L'intagliatore di noccioli di pesca, Torino, Einaudi, 2004. ISBN 88-06-16816-9.
- Di viole e liquirizia, Torino, Einaudi, 2005. ISBN 88-06-16280-2.
- Traduzione di Tim Burton, La sposa cadavere. Siete invitati alle nozze (Tim Burton's Corpse Bride), Torino, Einaudi, 2006. ISBN 88-06-18475-X.
- Omaggio a G. B. Bodoni, Poesia di Nico Orengo, acquerelli di Ugo Giletta, Stampato in 43 copie, edizione 6679. Novembre 2006. Edizioni Pulcinoelefante, Osnago, (Milano)
- Hotel Angleterre, Torino, Einaudi, 2007. ISBN 978-88-06-18855-9.
- Per Cesare Pavese, Poesia di Nico Orengo, acquerelli di Ugo Giletta. Stampato in 33 copie, edizione 7359. Luglio 2008. Edizioni Pulcinoelefante, Osnago (Milano)
- Islabonita, Torino, Einaudi, 2009. ISBN 978-88-06-19049-1.